# گوهر لکه‌دار
گوهر لکه‌دار فیلمی به کارگردانی  و نویسندگی ابراهیم مرادی ساختهٔ سال ۱۳۳۸ است.

## بازیگران
- محسن مهدوی
- ناهید ملک محمدی
- هوشنگ بهشتی
- جمشید مهرداد
- میرفتاح
- اصغر شریف